# Kondicional prošli
Kondicional prošli ili kondicional II. jedan je od dva pogodbena načina glagola u hrvatskom jeziku. Tvori se od kondicionala sadašnjeg pomoćnog glagola biti i glagolskog pridjeva radnog.
Primjer kondicionala prošlog za glagol pjevati
| lice | jednina           | množina               |
| ---- | ----------------- | --------------------- |
| 1.   | ja bih bio pjevao | mi bismo bili pjevali |
| 2.   | ti bi bio pjevao  | vi biste bili pjevali |
| 3.   | on bi bio pjevao  | oni bi bili pjevali   |

Kondicional prošli pomoćnoga glagola biti
| lice | jednina     | množina         |
| ---- | ----------- | --------------- |
| 1.   | bio bih bio | bili bismo bili |
| 2.   | bio bi bio  | bili biste bili |
| 3.   | bio bi bio  | bili bi bili    |

Kondicional prošli pomoćnoga glagola htjeti:
| lice | jednina      | množina           |
| ---- | ------------ | ----------------- |
| 1.   | bio bih htio | bili bismo htjeli |
| 2.   | bio bi htio  | bili biste htjeli |
| 3.   | bio bi htio  | bili bi htjeli    |

## Uporaba
- Kondicional prošli rabi se u izricanju prošle radnje čije je ispunjenje bilo nemoguće zbog posljedica neke druge prošle radnje. Kondicional prošli, baš kao kondicional sadašnji, nalazi uporabu u složenim pogodbenim rečenicama:

Ja bih se bio potukao s njim da kavana već nije bila puna redara.
- Kondicional prošli u svakodnevnom se govoru najčešće neispravno zamjenjuje kondicionalom sadašnjim. Za razliku od kondicionala sadašnjeg, koji izriče mogućnost izvršenja radnje s gledišta sadašnjosti, tj. neposredne budućnosti, kondicional prošli može se koristiti samo za objašnjenje mogućnosti izvršenja radnje u prošlosti. Preciznije, kondicional sadašnji izražava kakve će posljedice u budućnosti imati poduzimanje neke radnje u sadašnjosti; nasuprot tomu, kondicional prošli kazuje kako bi prošlost bila drukčija da se neka radnja poduzela u prošlosti. U zavisnim surečenicama složenih pogodbenih rečenica kondicional prošli prate svršena prošla vremena (perfekt, aorist ili pluskvamperfekt), a kondicional sadašnji prezent (ili kondicional sadašnji):

Sigurno bi bili pobijedili, samo da su mogli igrati pametnije.
(Nisu pobijedili, izgubili su; kondicional II. + perfekt)
Sigurno bi pobijedili, samo da mogu igrati pametnije.
(Ishod se ne zna, još mogu pobijediti; kondicional I. + prezent)
Sigurno bi pobijedili, samo kad bi mogli igrati pametnije.
(kondicional I. + kondicional I.)